# Flavonoid
Flavoner eller Flavonoider er en gruppe kemiske stoffer, som findes naturligt i frugter, grøntsager, teer, vine, nødder, frø, og rødder. Det er polyfenoliske stoffer med 15 kulstofatomer, som sidder i 2 benzenringe, der forbindes af en række med tre kulstofatomer:
De betragtes ikke som egentlige vitaminer, men flavonoider har en række vigtige, ernæringsmæssige virkninger. Man har beskrevet denne evne som ”modificering af biologiske reaktioner”. De fleste virker som antioxidanter og en del har egenskaber, der kan bekæmpe betændelsestilstande. 

Flavonoider inddeles ofte I 5 (eller 6) undergrupper:
- Flavonoler: 
  - Quercitol findes i Almindelig Rude (Ruta graveolens), Almindelig Boghvede (Fagopyrum esculentum) og Almindelig Hyld (Sambucus nigra)
  - Kaempferol findes i Almindelig Hyld (Sambucus nigra), Alexandrinersennes, Ager-Padderok (Equisetum arvense), Døvnælde (Lamium album), Slangeurt (Polygonum bistorta).

- Flavoner: (almindeligvis i urteagtige familier f.eks. Læbeblomst-familien (Lamiaceae), Skærmblomst-familien (Apiaceae), Kurvblomst-familien (Asteraceae)).
  - Apigenin findes i Vild Selleri (Apium graveolens) og Persille (Petroselinum crispum).
  - Luteolin findes i Ager-Padderok (Equisetum arvense)

- Flavanoner: F.eks. Hesperetin, Naringenin, Eriodictyol
- Flavan-3-ols: Catechin, Gallocatechin, Epicatechin, Epigallocatechin, Epicatechin 3-gallat, Epigallocatechin 3-gallat, Theaflavin, Theaflavin 3-gallat, Theaflavin 3'-gallat, Theaflavin 3,3' digallat, Thearubiginer

- Antocyanidiner: Antocyanidin er lange forbindelser, som består af glykosidiske antocyaniner. Næst efter klorofyl er antocyaniner den vigtigste gruppe af plantefarvestoffer, som kan ses af det menneskelige øje.

- Isoflavonoider: Stoffer med en begrænset udbredelse i planteriget, nemlig mest hos Ærteblomst-familien (Fabaceae).

## Eksterne links
- Det amerikanske landbrugsministeriums database over flavonoid indholdet i fødevarer Arkiveret 16. juli 2012 hos  Wayback Machine (PDF-fil)
- Flavonoider (kemi) Arkiveret 4. februar 2005 hos  Wayback Machine
- Cornell-universitets nyheder om kakao Arkiveret 21. juni 2008 hos  Wayback Machine
- Bioflavonoids Arkiveret 21. juni 2006 hos  Wayback Machine